# The JoJoLands
The JoJoLands (jap. ザ・ジョジョランズ Za JoJoranzu) – manga autorstwa Hirohiko Arakiego, dziewiąta z części serii JoJo’s Bizarre Adventure. Ukazuje się na łamach magazynu „Ultra Jump” wydawnictwa Shūeisha od lutego 2023. Akcja rozgrywa się na Hawajach na początku lat 20. XXI wieku i opowiada historię Jodio Joestara, nastoletniego gangstera, który pragnie wzbogacić się w tropikach.

## Fabuła
Jodio Joestar to licealista i chłopiec na posyłki, który mieszka z rodziną na wyspie Oʻahu na Hawajach. Pewnego dnia jego dyrektorka i szefowa, Meryl Mei Qi, nakazuje Jodio, jego siostrze Dragonie oraz ich kleptomaniackiemu koledze z klasy, Paco Laburantesowi, przeprowadzenie napadu we współpracy z podejrzanym klientem, Usagim Alohaoe.
Czwórka bohaterów przybywa na Big Island, aby ukraść drogi niebieski diament od japońskiego mangaki Rohana Kishibe. Odkrywają przy tym kamień lawowy, który przyciąga wszystko, co wartościowe dla swojego obecnego właściciela. Jodio obezwładnia Rohana i przekonuje go, by pozwolił drużynie zabrać zarówno diament, jak i kamień. Po walce z trzema kotami i ich właścicielem, Charmingiem Manem, Paco sugeruje, aby zaprosili Charminga do zespołu, a grupa wraca na Oʻahu bez dalszych incydentów. Charming, który chciał zdobyć kamień lawowy, aby zbadać zaginięcie swojego brata na Hualālai, ostrzega Jodio przed potencjalnymi konsekwencjami używania kamienia wyłącznie w celu gromadzenia bogactwa.
Gdy piątka tłumaczy Meryl Mei właściwości kamienia lawowego, Charming wspomina, że nie mógł zbadać zaginięcia swojego brata na własną rękę, ponieważ miejsce, gdzie zaginął, znajduje się na prywatnej posiadłości. Meryl Mei wyjaśnia, że posiadłość ta należy do wartej miliardy dolarów firmy infrastrukturalnej Howler, której właścicielem jest jej dyrektor generalny, Acca Howler. Sugeruje, by grupa użyła kamienia lawowego do przejęcia kontroli nad firmą i jej zyskami. Grupa otrzymuje polecenie udania się do Biura Rejestru Gruntów Stanu Hawaje, aby zdobyć akty własności Howlera przy pomocy niczego niepodejrzewającej pracownicy biurowej. Agenci Howlera, Lulu i Bobby Jean, przybywają wkrótce po otrzymaniu powiadomienia, że ktoś uzyskał dostęp do tych dokumentów.
Usagi, Charming i Dragona zapadają na dziwną chorobę po wyjściu z budynku, a pracownica biura zostaje wkrótce później przewieziona do szpitala przez ratowników medycznych. Jodio dochodzi do wniosku, że jest to atak automatycznego standu, należącego do Lulu, i ekipa udaje się do szpitala, by uratować życie Usagiego. W skrzydle intensywnej terapii napotykają nieprzytomną pracownicę oraz jej ojca, kongresmena, który obecnie prowadzi śledztwo w sprawie Howlera i z rozpaczą debatuje nad podpisaniem rozkazu zajęcia ziemi na Hualālai. Gdy kongresmen jest rozproszony śmiercią córki, Dragona manipuluje jego tabletem, aby dokończyć zlecenie, dzięki czemu ziemia zostaje natychmiast przejęta, podczas gdy Howler wraca z wycieczki na Hokkaido. W wyniku tego nakazu bank Dolphin, kredytodawca Howlera, przejmuje resztę majątku firmy, a Howler podejrzewa, że wydarzenia te mają związek z kamieniem lawowym. Wkrótce po przybyciu do szpitala Lulu otrzymuje tajne rozkazy od Howlera, aby odzyskać kamień, a następnie nakazuje Bobby’emu Jeanowi zabić całą grupę.

## Publikacja serii
Manga została zapowiedziana w sierpniu 2021 po zakończeniu JoJolionu, poprzedniej części JoJo’s Bizarre Adventure. Jej pierwszy rozdział opublikowano 17 lutego 2023 w magazynie „Ultra Jump”. Następnie wydawnictwo Shūeisha rozpoczęło zbieranie rozdziałów do wydań w formacie tankōbon, których pierwszy tom ukazał się 18 sierpnia tego samego roku.
| Nr      | Data wydania (język japoński) | ISBN (język japoński)  |
| ------- | ----------------------------- | ---------------------- |
| 1 (132) | 18 sierpnia 2023              | ISBN 978-4-08-883606-5 |
| 2 (133) | 19 grudnia 2023               | ISBN 978-4-08-883765-9 |
| 3 (134) | 18 kwietnia 2024              | ISBN 978-4-08-884038-3 |
| 4 (135) | 19 sierpnia 2024              | ISBN 978-4-08-884157-1 |
| 5 (136) | 18 grudnia 2024               | ISBN 978-4-08-884298-1 |

## Odbiór
Zainteresowanie premierą serii spowodowało, że numer czasopisma „Ultra Jump”, w którym zadebiutowała, otrzymał dodruk, co wydarzyło się dopiero po raz czwarty w historii tego magazynu i po raz pierwszy od 11 lat. Pierwszy tom tankōbon znalazł się na szczycie cotygodniowego rankingu sprzedaży Oriconu. Był także najlepiej sprzedającym się komiksem tygodnia w księgarniach Tsutaya oraz czwartym najlepiej sprzedającym się w Comic Zin.
W poradniku Kono manga ga sugoi! 2024 seria zajęła 15. miejsce na liście najlepszych mang dla czytelników płci męskiej.